# 田代まさしのいらっしゃいマーシー
田代まさしのいらっしゃいマーシー（たしろまさしのいらっしゃいマーシー）は、2009年7月2日から同年9月10日までMONDO21で放送されたトークバラエティ番組である。初回放送は木曜23:30 - 24:00（JST）で、隔週で内容を更新した。

## 概要
3度の逮捕で芸能界から事実上追放された田代まさしが、2008年に服役を終え出所してから本格的にテレビ復帰を果たした最初の番組である。また、番組の題字は田代自らの手によるものを使用した。
本番組は田代が4週間に1度、著名人と対談する30分のバラエティ番組で、原則として前後編に分けられていた。まだ田代が「リハビリ中」（本人談）ということで、時々言葉に詰まるなど番組の進行に問題を生じる可能性があるため、吉田豪が田代のサポートにつき進行アシスタントを担当した。

## 出演者
- 総合司会 - 田代まさし
- 進行アシスタント - 吉田豪（書評家、インタビュアー）
- ナレーター - 瀬水暁

## 放送日・ゲスト
| 回数  | 回数  | 放送日        | 放送日        | ゲスト                        |
| 回数  | 回数  | 本放送        | 再放送        | ゲスト                        |
| ----- | ----- | ------------- | ------------- | ----------------------------- |
| 第1回 | 第1回 | 2009年7月2日  | 2009年7月9日  | 堀江貴文 （元ライブドア社長） |
| 第2回 | 第2回 | 2009年7月16日 | 2009年7月23日 | 堀江貴文 （元ライブドア社長） |
| 第3回 | 第3回 | 2009年7月30日 | 2009年8月6日  | 梨元勝 （芸能レポーター）     |
| 第4回 | 第4回 | 2009年8月13日 | 2009年8月20日 | 梨元勝 （芸能レポーター）     |
| 第5回 | 第5回 | 2009年8月27日 | 2009年9月3日  | 堀之内九一郎 （生活創庫社長） |
| 第6回 | 第6回 | 2009年9月10日 | 2009年9月17日 | 堀之内九一郎 （生活創庫社長） |

※上記以外にも日曜日や本番組終了後などで再放送を実施していたが、2010年9月16日に田代自身4度目の逮捕以降再放送はされておらず、ホームページの過去に放送された番組一覧（エンタメの番組一覧およびそのほかのエンタメ番組一覧）からも当番組は削除されている。